# Ivan Ciccarelli
Ivan Ciccarelli (Milano, 10 ottobre 1973) è un batterista, percussionista e produttore discografico italiano.

## Biografia
Inizia la sua carriera a 18 anni partecipando ad un tour promozionale con Eros Ramazzotti in Sud America, nello stesso periodo collabora con Jovanotti e poco dopo  con Eugenio Finardi con il quale prosegue fino al 1998 partecipando a quattro tour e due album, in contemporanea collabora con gli 883 dal 1994 al 1998, sia in tour che come session-man in studio, registrando Gli Anni 96 e La dura legge del gol. 
Partecipa più volte al festival di Sanremo: nel 1999 come batterista ed assistente alla produzione con Roberto Colombo nel brano Non ti dimentico di Antonella Ruggiero (che si classifica al secondo posto), nel 2003, sempre con Antonella Ruggiero, in qualità di batterista nel brano Di un amore e nel 2006 nelle nuove proposte con il gruppo Deasonika.
Con il gruppo 883 vince ben due Festivalbar, nel 1995 con Tieni il tempo e nel 1997 con La regola dell’amico.
Nel 2014, partecipando come batterista con Loris Vescovo, vince il Premio Tenco come migliore album dialettale.
Ha collaborato anche per diverse trasmissioni televisive tra cui Tributo a Modugno (nel 2007) e Premio Caruso tributo ai Beatles diretta su Rai 1 (nel 2008) suonando live con Skin, Donovan e Sinéad O'Connor, Morgan e molti altri.
Nel 2010 con la moglie Simona Salis ebbe una bambina di nome Lara Ciccarelli.
Nel 2016 fonda la scuola di musica e studio di registrazione Bips con sede a Varese.

## Discografia

### Collaborazioni
Ivan Ciccarelli è noto per le sue numerose collaborazioni live ed in studio di registrazione. È considerato molto versatile ed ha registrato oltre cento album di diversi generi musicali.
Tra gli altri:
- 1994 - Hardshallow - Radical Stuff
- 1995 - Finalmente tu - Fiorello
- 1995 - La donna il sogno & il grande incubo - 883
- 1996 - Occhi - Eugenio Finardi come batterista
- 1997 - La dura legge del Gol - 883
- 1996 - Gli anni  - 883
- 1998 - Accadueo - Eugenio Finardi come autore di 3 brani
- 1999 - Sospesa - Antonella Ruggiero
- 2000 - Io sono Francesco - Tricarico
- 2004 - Sacrarmonia - Antonella Ruggiero
- 2005 - Big band! - Antonella Ruggiero
- 2006 - Il circo immaginario - Rossana Casale
- 2006 - Processo a me stessa - Anna Oxa
- 2007 - Genova la superba - Antonella Ruggiero
- 2009 - Barabba - Fabrizio Moro
- 2012 - Una voce non basta - Pacifico
- 2012 - L'unica cosa che resta - Pacifico e Malika
- 2018 - Quando facevo la cantante - Antonella Ruggiero
- 2020 - Tutti Beautiful - Roberto Colombo

Tra gli artisti con cui ha collaborato ci sono anche Eros Ramazzotti, Jovanotti, Gianluca Grignani, Gianna Nannini, Fabrizio Moro, Alberto Fortis, Fausto Rossi, Roberto Colombo, Paola e Chiara, Franco Fasano, Frank Gambale, Maurizio Colonna, Sagi Rei, Giorgio Vanni, Marjorie Biondo, Luca Colombo, Anna Oxa, Rossana Casale

### Produzioni
- 2006 - Chistionada de mei di Simona Salis, in qualità di produttore artistico
- 2008 - Percussion Dreams - album solista (Liberamusic)
- 2006 - A spasso coi tempi - del gruppo 7Grani. Prodotto in collaborazione con Massimo Faggioni
- 2011 - Di giorno e di notte - del gruppo 7Grani. Prodotto in collaborazione con Massimo Faggioni
- 2016 - Janas e Dimonius - di Simona Salis, in qualità di produttore artistico